# 飛翔 (航空機)
JAXA 飛翔
- 用途：フライングテストベッド
- 分類：実験用航空機
- 製造者：セスナ
- 運用者：宇宙航空研究開発機構
- 生産数：1機
- 運用開始：2011年4月

飛翔（ひしょう）は宇宙航空研究開発機構(JAXA)が導入した実験用航空機である。当初は単にジェット飛行実験機、ジェットFTBなどと呼称されていた。愛称は公募により決定された。

## 経緯
MRJ（現：Mitsubishi SpaceJet）の計画具体化を背景として、2005年度に中部航空宇宙技術センター、中部経済連合会、名古屋商工会議所、愛知県、岐阜県、名古屋市から、また2007年度には日本航空宇宙工業会から、ジェット飛行実験機の導入要望があった。これを受けJAXAは2008年度に第2期中期計画へジェット飛行実験機の整備を盛り込み、内外のニーズの調査結果から要求仕様を策定した。翌2009年4月には競争入札を実施し、導入機種をサイテーション・ソヴリンに決定した。
2011年4月から、名古屋飛行場を定置場として運用されている。
以上のような同機構の航空技術部門（元NAL）の実験用航空機としての他、同じく同機構の宇宙科学研究所（ISAS）の実験の観測などにも使われている。

## 機体
セスナ社のサイテーション・ソヴリンを母機として改造を施したものである。具体的にはノーズ・ブームや計測ポッド用パイロン、カメラ孔の装備。操縦室機器やアンテナの追加。機内通話装置や計測装備、操縦操作量センサの搭載。主翼・水平尾翼への舵角センサの搭載。電源系や機首電子室、キャビンの改造が行われている。

## 性能諸元
- 出典:[3]
- 乗員:2名
- 定員:14名
- 最大離陸重量:13,744kg
- ペイロード重量:1,200kg
- 機体
  - 全長:19.35m
  - 全幅:19.24m
  - 全高:6.20m
- キャビン
  - 長さ:7.70m
  - 幅:1.68m
  - 高さ:1.73m
- 最大巡航速度:マッハ0.80
- 最大運用高度:14,300m
- 航続距離:5,341km
- エンジン:P&W PW306C ターボファンエンジン × 2